# Brachyglanis
Brachyglanis es un género de peces de la familia Heptapteridae en el orden de los Siluriformes. Distribuida por ríos y lagos de América del Sur.

## Especies
Las especies de este género son:
- Brachyglanis frenatus C. H. Eigenmann, 1912
- Brachyglanis magoi Fernández-Yépez, 1967
- Brachyglanis melas C. H. Eigenmann, 1912
- Brachyglanis microphthalmus Bizerril, 1991
- Brachyglanis nocturnus G. S. Myers, 1928
- Brachyglanis phalacra C. H. Eigenmann, 1912